# 小溝泰義

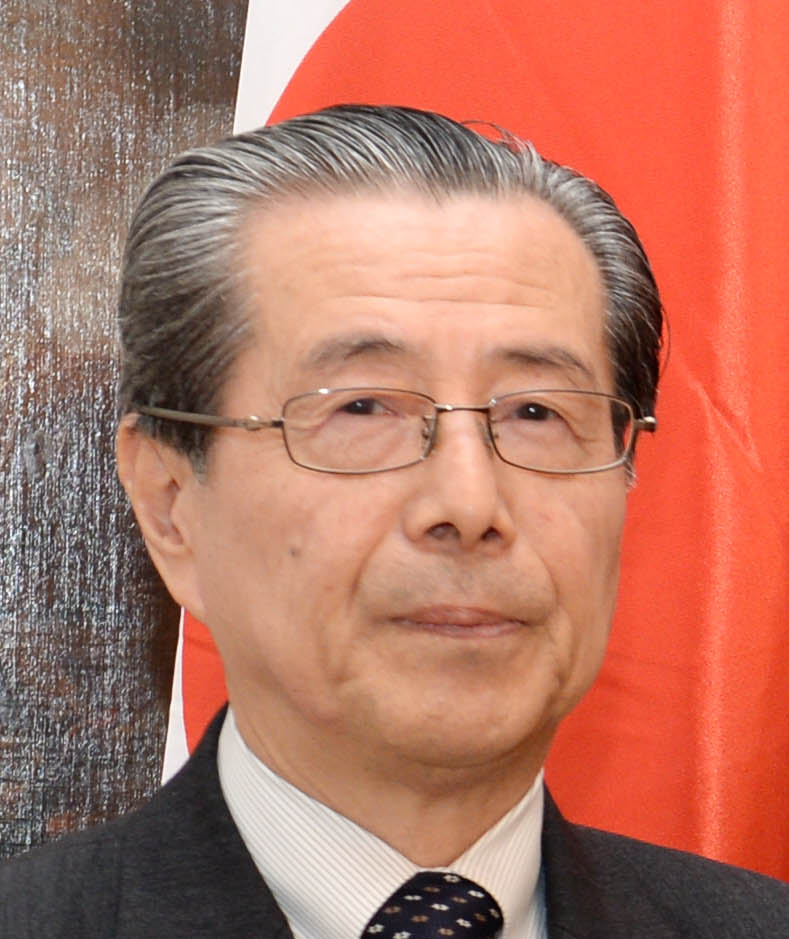

小溝 泰義（こみぞ やすよし、1948年（昭和23年）1月25日 - ）は日本の外交官。広島平和文化センター理事長、元駐クウェート国特命全権大使。

## 略歴
1948年（昭和23年）、千葉県松戸市に生まれる。法政大学法学部を卒業後、1970年（昭和45年）に外務省に入省する。
国際原子力機関（IAEA）事務局事務局長特別補佐官、条約局法規課専門官、条約局法規課法規調整官、 総合外交政策局軍縮不拡散・科学部不拡散・科学原子力課国際原子力協力室長、在ウィーン国際機関日本政府代表部大使、 駐クウェート国特命全権大使を経て、2012年（平成24年）11月に退職する。
2013年（平成25年）4月、広島平和文化センター理事長に就任する。
2017年7月、外務省の核軍縮の実質的な進展のための賢人会議委員に就任。
2022年、瑞宝中綬章受章。

## 同期
- 西田恒夫（10年国連大使・07年駐カナダ大使・05年外務審議官（政務担当））
- 安藤裕康（11年国際交流基金理事長・08年駐伊大使）
- 原聰（08年関西担当大使・05年駐ポルトガル大使・01年駐ブルネイ大使）
- 上野景文（杏林大学客員教授・06年駐バチカン大使・01年駐グアテマラ大使）
- 大木正充（07年駐アゼルバイジャン兼グルジア大使・04年駐クウェート大使・駐イエメン大使）
- 夏井重雄（08年駐カザフスタン大使）
- 河東哲夫（02年駐ウズベキスタン大使）
- 駒野欽一（10年駐イラン大使・06年駐エチオピア兼ジブチ大使・02年駐アフガニスタン大使）
- 石榑利光（11年駐スロベニア大使）
- 城守茂美（13年駐スロベニア大使）
- 柴崎二郎（10年駐ニカラグア大使）

## 参考
- 広島平和文化センター-理事長のコーナー
- 日本国際平和構築協会